# Schistometopum gregorii
Schistometopum gregorii é uma espécie de anfíbio gimnofiono da família Caeciliidae. Está presente no Quénia e na Tanzânia.
O seu habitat inclui floresta húmida tropical e subtropical de baixas altitudes, zonas húmidas, plantações, jardins rurais, e florestas degradadas.